# Trozza
Die Trozza (auch Drozza, Drazza, Draoza, Drozzi genannt) waren eines der bayerischen Ur- und Hochadelsgeschlechter.

## Geschichte
Sie werden in der Lex Baiuvariorum, in der das alte Volksrecht des baierischen Stammesherzogtums ab dem Jahr 635 zusammengefasst wurde, neben den Huosi, Fagana, Hahiligga, Anniona und dem Herzogsgeschlecht der Agilolfinger ausdrücklich genannt.  In der Lex Baiuvariorum heißt es dazu im Kap. III, De genealogiis et eorem conpositione (III. Über die Geschlechter und ihre Buße): „Isti sunt quasi primi post Agilolvingas, qui sunt de genere ducali. Illis enim duplum honorem concedimus, et sic duplam conpositionem accipiant“ („Diese sind sozusagen die ersten nach den Agilolfingern, die von herzoglichem Geschlecht sind. Ihnen gewähren wir doppelte Ehre, und deshalb sollen sie doppeltes Bußgeld erhalten.“)
In den Urkunden, die in Bayern ab dem 8. Jahrhundert üblich wurden, werden sie im Gegensatz zu anderen dieser Familien jedoch nicht erwähnt, sodass zu vermuten ist, dass sie zu dieser Zeit keine außerordentliche Bedeutung für das Herzogtum mehr hatten.
Der Name wird übersetzt mit „die Dränger, die Widerspenstigen, die Unbeugsamen“, alternativ auch als „die Mürrischen, die Verdrießlichen“, oder als furchterregende Begriffe wie „Schrecken oder Teufel“ bzw. auch die Drohenden.